# Бехбахани, Хамид
Хамид Бехбахани (перс. حمید بهبهانی‎; 14 января 1941, Бехбехан, Хузестан — 9 марта 2024) — иранский учёный и политик, занимавший пост Министра дорог и транспорта с 5 августа 2008 по 1 февраля 2011 года.

## Обвинения в плагиате
Бехбахани получил степень бакалавра в области гражданского строительства в Иранском университете науки и технологии, а также степень магистра и доктора философии в Университете Флориды.
В 2009 году расследование Nature показало, что работа Бехбахани, написанная в соавторстве с Хасаном Зиари и Мохаммедом Хабири и опубликованная в журнале Transport в 2006 году, имеет признаки плагиата.

## Отставка
1 февраля 2011 года 147 из 234 проголосовавших членов парламента Ирана выразили вотум недоверия Бехбахани. Проголосовавшие за отставку обвинили Бехбахани в неспособности улучшить ситуацию с безопасностью воздушного, железнодорожного и автомобильного транспорта Ирана и осудили его за бесхозяйственность. Поводом к отставке стала катастрофа Boeing 727 под Урмией в январе 2011 года.

## Смерть
Умер 9 марта 2024 года из-за болезни в возрасте 83 лет.